# Christus-Kirche Nettelkamp

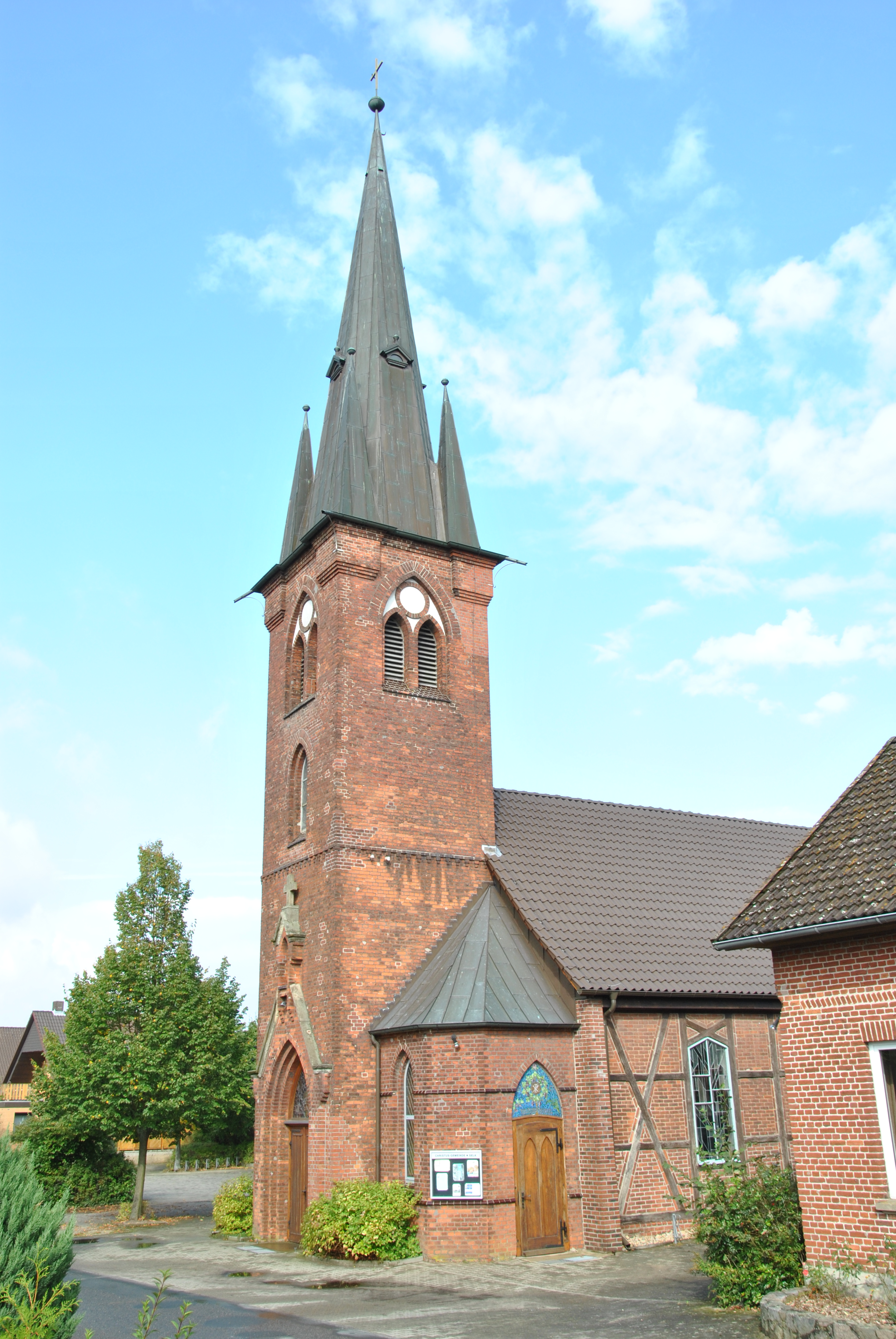
Christus-Kirche Nettelkamp

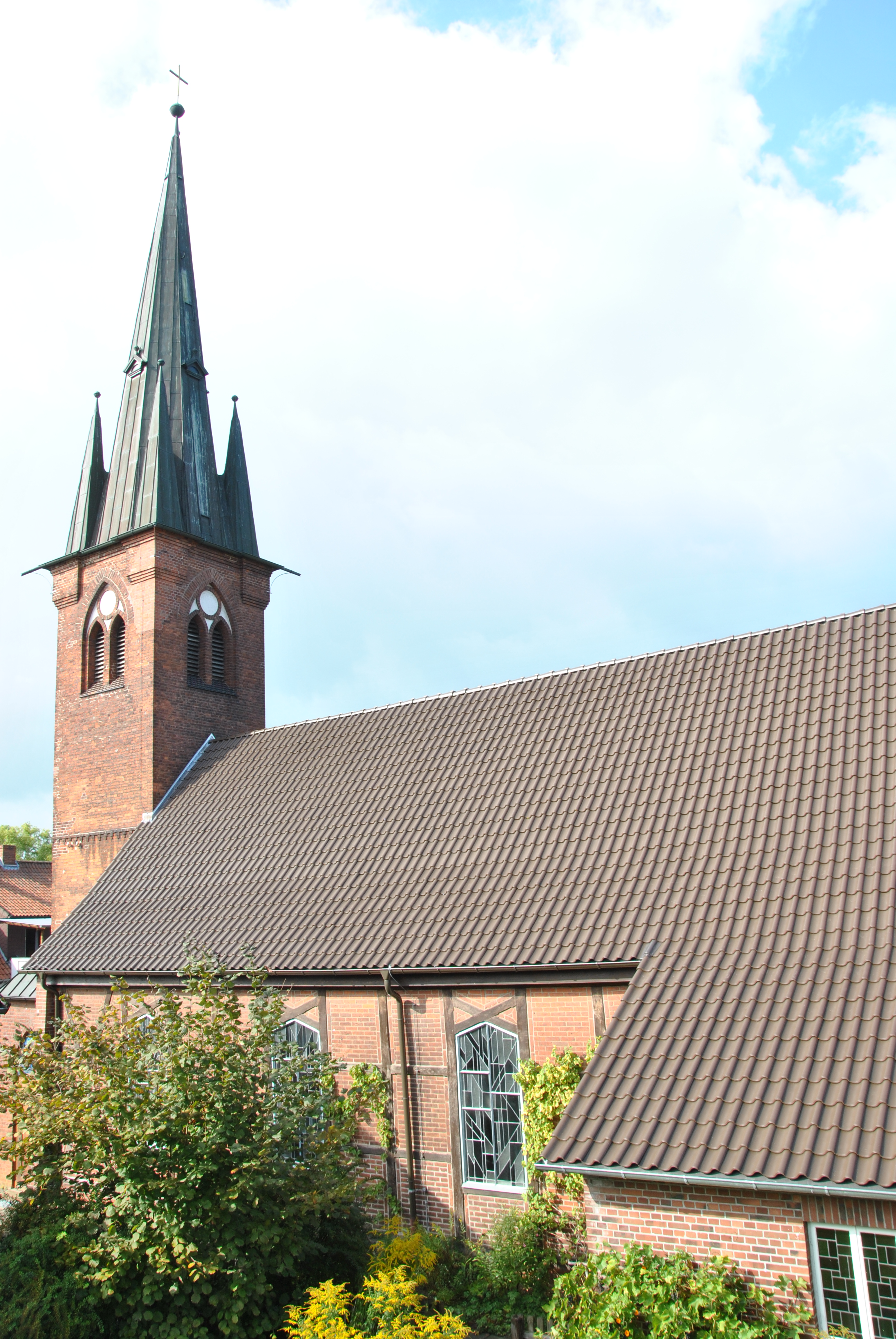
Kirche von der Seite

Die Christus-Kirche Nettelkamp ist eine evangelisch-lutherische Kirche in Nettelkamp, einem Ortsteil der Gemeinde Wrestedt im niedersächsischen Landkreis Uelzen. Sie gehört zur Selbständigen Evangelisch-Lutherischen Kirche.

## Lage und Umgebung
Die Christus-Kirche und die evangelisch-lutherische Kirche (St.-Martin-Kirche) in Nettelkamp sind von weitem an ihren hohen Kirchtürmen zu erkennen. Die Christus-Kirche steht im nordwestlichen Teil des Ortes (Papenstieg 2).
Neben dem Kirchengebäude befinden sich das Pfarrhaus und das Gemeindehaus.

## Geschichte
Am 4. April 1878 wurde die Christus-Gemeinde Nettelkamp gegründet. Die Gemeinde hatte 300 Gemeindeglieder und beschloss den Bau des Kirchengebäudes und des Pfarrerhauses. Drei Monate nach der Gemeindegründung wurde das Richtfest der Christus-Kirche gefeiert und der Grundstein unter den Altar gelegt. Am 13. Dezember 1879 wurde die Kirchweihe der Christus-Kirche gefeiert.

## Architektur

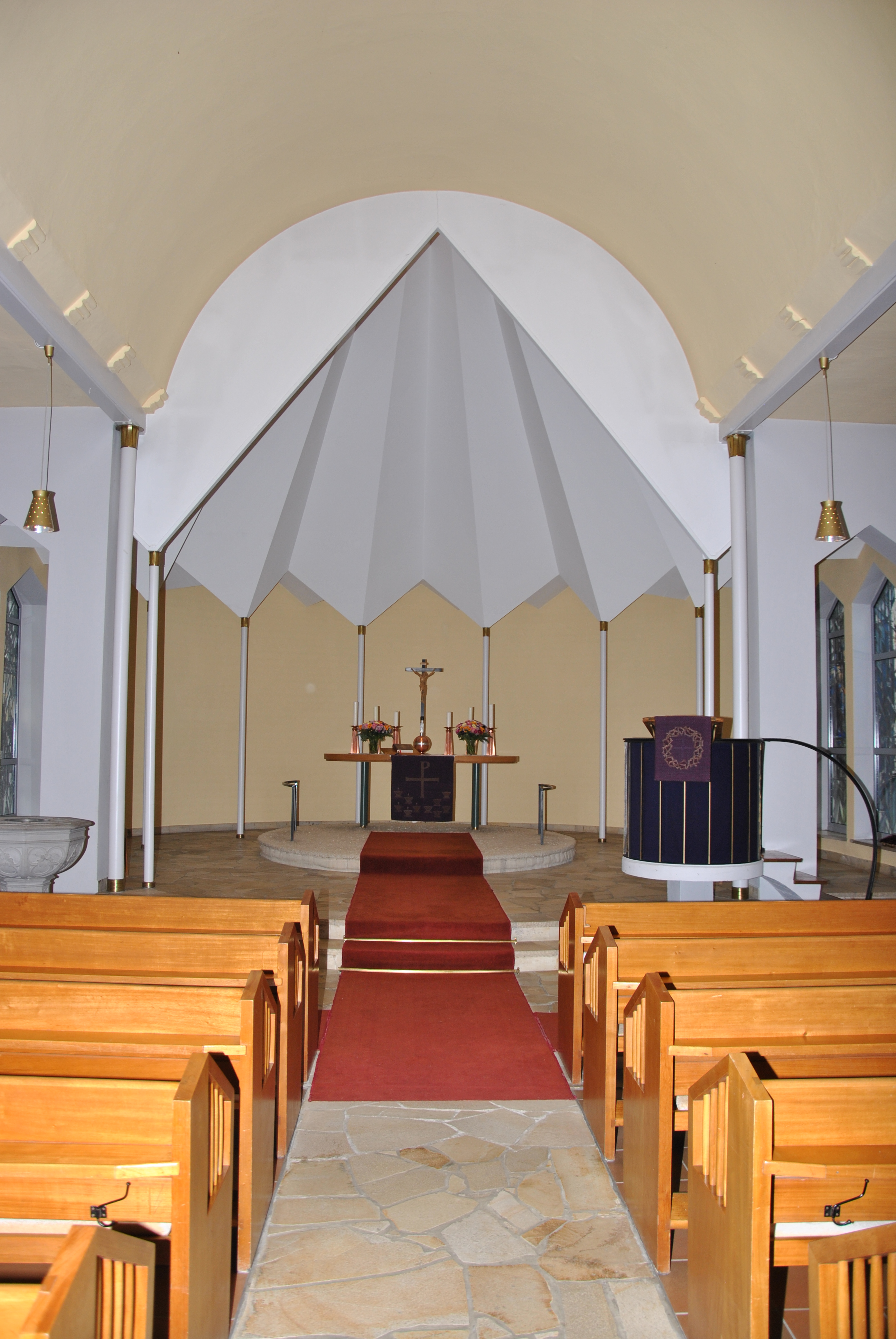
Kirchenschiff mit Apsis

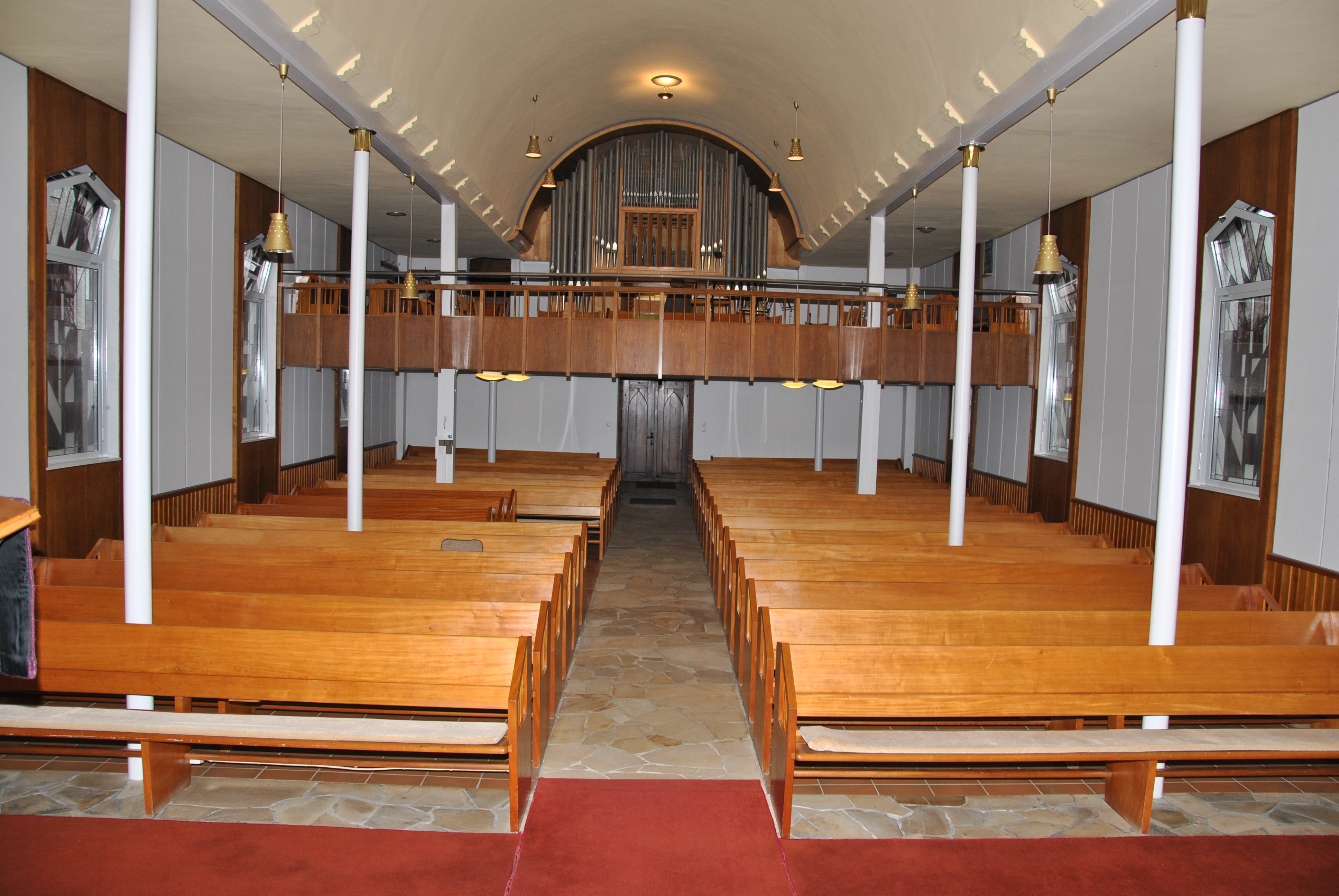
Blick zur Empore mit der Orgel und zum Ausgang

Nach Plänen von Zimmermeister W. Schoenecke aus Holdenstedt wurde 1878 eine Fachwerkkirche erbaut. Der im neugotischen Stil gehaltene Kirchturm wurde erst 28 Jahre später an das Kirchenschiff angebaut.
Die neugotische Fachwerkkirche wurde in den 1950er Jahren modernisiert. Die Neugestaltung der Kirche übernahm Oberbaurat Kath aus Celle. Das Kirchenschiff wurde dabei um eine etwa fünf Meter tiefe massive Backstein-Apsis erweitert. In die beiden Seitenwänden wurden je zwei Fenster vom Boden bis zur Deckenwölbung eingebaut.

### Apsis
Die strahlend weiße Decke des Altarraums wurde als Zeltdach gestaltet, das von zehn zierlichen Säulen getragen wird. Das Leitwort dieser Gestaltung ist der Bibelvers: „Und das Wort ward Fleisch und wohnte unter uns, und wir sahen seine Herrlichkeit, eine Herrlichkeit als des eingeborenen Sohnes vom Vater, voller Gnade und Wahrheit.“ (Joh 1,14 ) Der Altartisch steht auf einer Stufe, die mit wertvollem und handgearbeitetem Schafwollteppich bedeckt ist. Auf dem Altar befinden sich neben der Bibel sechs Leuchter und ein Kruzifix, die aus Kupfer und Ebenholz gefertigt sind. Jeden Sonntag wird der Altar mit frischen Blumengestecken geschmückt.
Zwischen dem Kirchenschiff und der Apsis steht links der Taufstein mit der Aufschrift: „Lasset die Kinder zu mir kommen“. (Mt 19,14 ; Mk 10,14 ; Lk 18,16 ) Der Taufstein ist das einzige Stück, das von der Ursprungskirche übernommen wurde. Gegenüber, auf der rechten Seite, steht die Kanzel.

### Kirchenschiff
Das Kirchenschiff hat eine matte gelbe Deckenwölbung. Die Deckenwölbung wird von sechs schlanken Säulen getragen. Der Übergang von der Säule zur Deckenwölbung wurde aus wertvollem Holz im warmen Kupferton formschön hergestellt. Bei der Renovierung wurden auch die Sitzbänke erneuert, um besser knien zu können.
Über dem hinteren Drittel des Kirchenschiffs erhebt sich die Empore, die dem Sing- und Posaunenchor der Gemeinde Platz bietet. Auf der Empore steht die große Orgel, die von der Altarraum zu sehen ist.

### Mosaikfenster
Das Mosaikfenster an der Haupteingangstür zeigt vier Symbole und ein Lamm. Das Lamm stellt das Lamm Gottes dar, die vier Symbole stehen für die vier Evangelisten: Matthäus, Markus, Lukas, und Johannes. Das Mosaikfenster an der Seiteneingangstür zeigt drei Sakramentsymbole: einen Weinstock, eine Weinrebe und eine Hostie und zitiert den Bibelvers: „Jesus Christus gestern und heute und derselbe auch in Ewigkeit“ (Hebr 13,8 ).

## Ausstattung

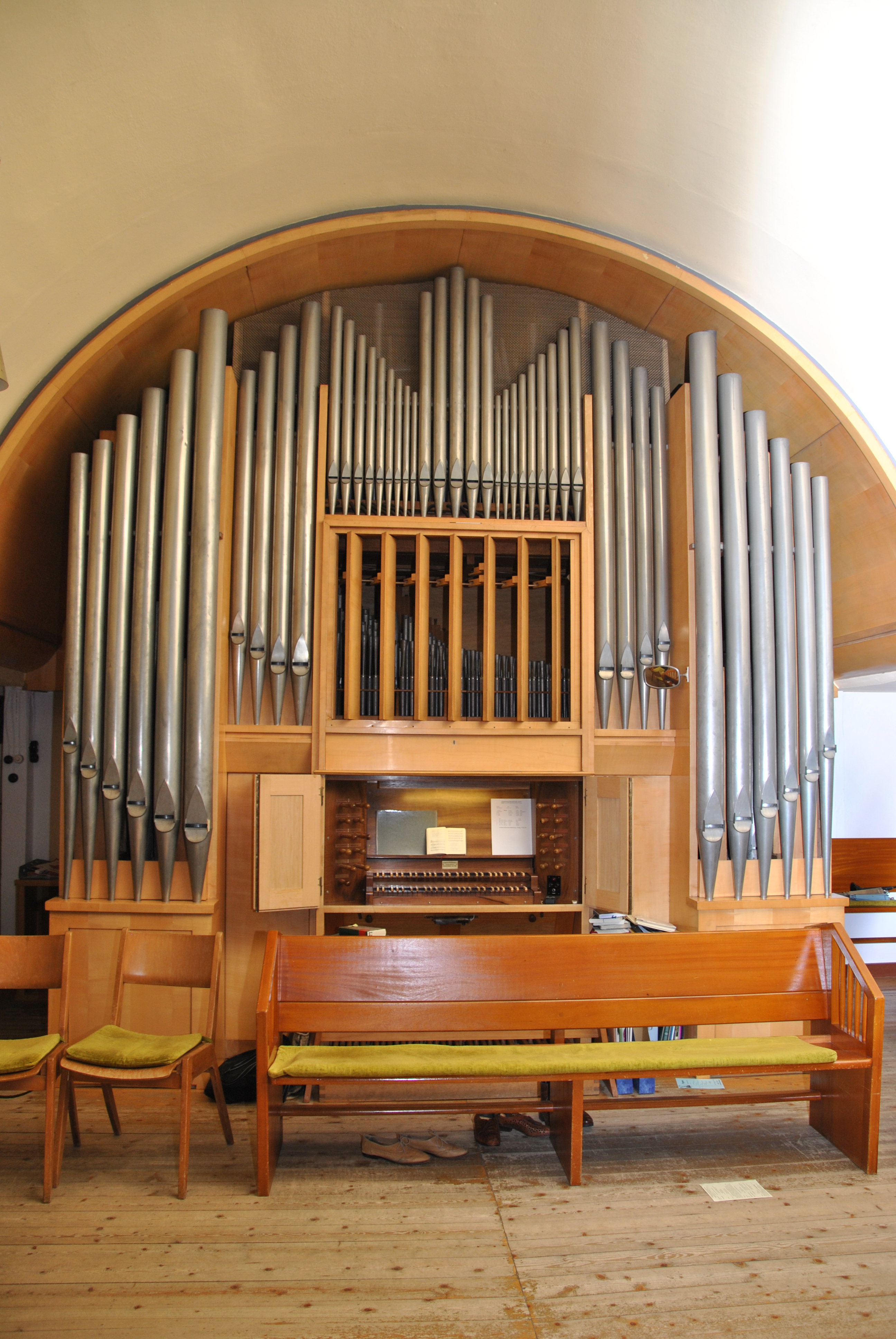
Die Orgel

### Orgel
Die erste musikalische Begleitung der Kirche war das Harmonium, welches mit der Einführung der Kirche 1878 eingeweiht wurde. 1933 ersetzte eine pneumatische Orgel das Harmonium.
1959 wurde eine Orgel der Orgelbaufirma Friedrich Weißenborn (Braunschweig) eingebaut. Diese Orgel besitzt zwei Manuale, ein Pedal und einen Blasebalg.
| I Hauptwerk C–f3 |    |
| Prinzipal        | 8′ |
| Rohrflöte        | 8′ |
| Oktave           | 4′ |
| Gedeck           | 4′ |
| Gemshorn         | 2′ |
| Prinzipal        | 2′ |
| Mixtur IV        |    |
| Trompete         | 8′ |

| II Brustwerk C–g3 |    |
| Gedackt           | 8′ |
| Koppelflöte       | 4′ |
| Prinzipal         | 2′ |
| Sifflöte          | 1′ |
| Sesquialtera II   |    |
| Scharf III        |    |
| Regal             | 8′ |
| Tremolo           |    |

| Pedal C–f1    |     |
| Subbaß        | 16′ |
| Oktavbaß      | 8′  |
| Spitzflöte    | 4′  |
| Rauschbaß III |     |
| Fagott        | 16′ |

- Koppeln: II/I, I/P, II/P

Zusätzlich wurde 2011 die kleine Orgel angeschafft. Diese Orgel stammt aus der St.-Johannis-Kapelle der SELK in Heide/Holstein und wurde von Orgelmeister Andreas Andresen 1986 gefertigt. Die Orgel wurde von der Firma Beckerath überholt und in der Kirche auf der Taufsteinseite vor dem Chorraum aufgestellt.
Die Orgel besitzt drei Register: 8′, 4′, 2′.

### Glocken
Im Kirchturm befinden sich drei Glocken. 1906 ersetzte die D-Glocke namens „Friederike“ die kleine Glocke. 1965 kam die größte Glocke in den Kirchturm, eine tiefe A-Glocke. Die kleinste (H)-Glocke befindet sich zwischen den beiden anderen Glocken.

## Pastoren
Seit der Gründung der Gemeinde waren sechs Pastoren an der Christus-Kirche Nettelkamp tätig.
| Name                                      | Gemeindepastor |
| ----------------------------------------- | -------------- |
| Karl Emil Adolf Heicke                    | 1878–1918      |
| Heinrich Albrecht Arthur Ludwig Rennekamp | 1920–1961      |
| Peter Heitmann                            | 1961–1972      |
| Wolfgang Schmidt                          | 1974–1989      |
| Michael Schätzel                          | 1989–1993      |
| Andreas Eisen                             | seit 1993      |

## Aktuelle Nutzung

### Gottesdienst
In der Kirche wird regulär jeden Sonntagmorgen der Gottesdienst gefeiert. Vor der Predigt werden die Kinder eingeladen, zum Kindergottesdienst zu gehen. Im Gemeindehaus feiern die Betreuer einen für Kinder gestalteten Gottesdienst.

### Kinderbibeltage
Jedes Jahr finden zu Beginn der Herbstferien, von Donnerstag bis Sonntag, Kinderbibeltage statt. Der von den Kindern mitgestaltete Gottesdienst ist zugleich das Ende der Kinderbibeltage.